# Meiostemon tetrandrus
Meiostemon tetrandrus là một loài thực vật có hoa trong họ Trâm bầu. Loài này được (Exell) Exell & Stace mô tả khoa học đầu tiên năm 1966.